# 毛囊炎

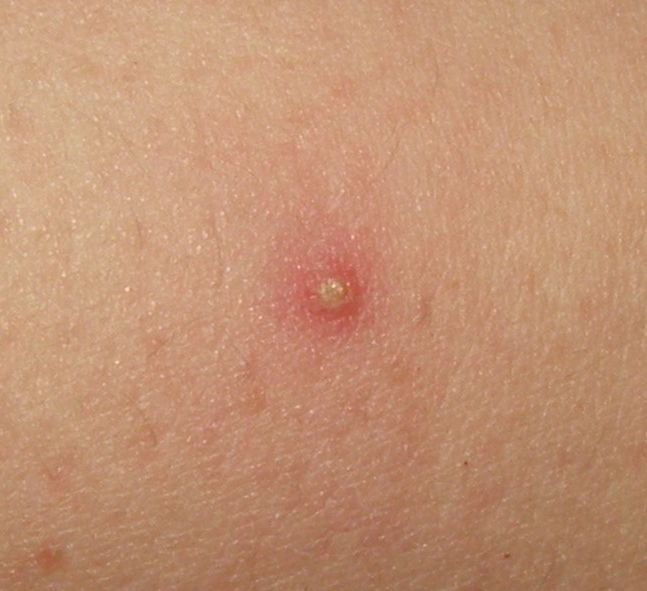
毛囊炎損害

毛囊炎（英語：folliculitis）是指一個或多個毛囊部位的化脓性炎症，大多為金黃色葡萄球菌感染引起。可能發生於有毛髮覆蓋的皮膚任何部位，尤其是头部、頸部、臀部、陰部、肛周等，较易复发，性质顽固。

## 防治方法
- 注意皮肤清洁，增强机体抵抗力。
- 防止外伤，积极治疗慢性疾病。